# Carmen Morales
Carmen María Guadalupe Dolores Morales de las Heras, in arte Carmen Morales (Madrid, 12 dicembre 1970), è una cantante e attrice spagnola.

## Biografia
È la maggiore dei tre figli del cantante Antonio Morales "Junior" e dell'attrice e cantante Rocío Dúrcal. Lola Flores e Luis Sanz furono i suoi padrini al battesimo, e di fatto, il nome Dolores le venne dato da Lola Flores, che durante il battesimo stesso disse: "Questa bimba deve avere il mio nome". Carmen e Maria invece le vengono dai nonni materni e paterni, mentre Guadalupe dalla Vergine di Guadalupe in Messico.
Sua sorella Shaila Dúrcal è una cantante, diventata molto famosa sia in America latina che in Spagna, posizionandosi al primo posto delle classifiche svariate volte. Sin da piccola ha mostrato grandi doti artistiche, di cui un esempio furono gli anni ottanta, quando formó assieme a suo fratello il baby gruppo Antonio e Carmen, con i singoli "Sopa de Amor" e "Entre cocodrilos".
Nel 1996 ebbe un figlio, di nome Christian, con l'impresario Óscar Lozano. Il 30 aprile del 2011 si sposó con Luis Guerra in San Juan Bautiste (Ibiza).

## Carriera cinematografica
Nel 1988, sotto la direzione di Joey Romero, realizzó il suo primo film: "Savage Justice". Nel 2001, diretta da Carlos Gil realizzó il suo secondo film, chiamato "School Killer". Nel 2003 sotto la direzione di Antonio Giménez-Rico e con la collaborazione di Santiago Ramos, Mariola Fuentes, Juan Jesús Valverde, Iñaki Miramón, José Sazatornil, realizzó il suo terzo e ultimo film, "Hotel Danubio".

## Carriera televisiva
Tra il 1998 e il 2000 realizzó la sua prima serie televisiva Al salir de clase andata in onda su Telecinco, che le diede un grande stimolo professionale. Condivise la gavetta con attori come Hugo Silva, Miguel Ángel Muñoz, Elsa Pataky e Rodolfo Sancho. Solo un anno dopo, nel 2001 per TVE 1, realizzó insieme a Lina Morgan la serie Academia de Baile de Gloria, con la collaborazione di Jesús Olmedo e Norma Duval. Due anni dopo per Antena 3 realizzó invece la sua terza serie televisiva El Pantano, con la collaborazione di Natalia Verbeke e Emma Suárez. Nel 2008, per Telemadrid creó la serie Dos de Mayo: libertad de una nación. Un anno dopo realizzó la serie Un golpe de suerte insieme a Toni Cantó. Pochi mesi dopo Carmen ideó un capitolo speciale di Amar en Tiempos Revueltos: ¿Quién mató a Hipólito Roldán?, e nel 2010 la telenovela intera Amar en tiempos revueltos, insieme a Marina San José e Pep Munné.

## Come cantante
Alla fine del 2010, durante l'uscita del disco omaggio a Rocío Dúrcal, "Una estrella en el cielo", Carmen María diede voce a sua madre, non solo nel documentario sulla sua vita, della quale si sente molto orgogliosa, ma anche nella canzone "Hasta Que Vuelvas" del disco, nella quale canta insieme a lei. In questo album compaiono anche artisti come Shaila Dúrcal, Sergio Dalma, Juan Gabriel, Julio Iglesias, Joaquín Sabina... e persino Junior, il marito di Rocío.

## Filmografia

### Cinema
- Hotel Danubio (Antonio Giménez-Rico, 2003)
- School Killer (Carlos Gil, 2001)
- Savage Justice (Joey Romero, 1988)

### Televisione
- Amar en tiempos revueltos (2010) (TVE 1)
- Un golpe de suerte (2009) (Telecinco)
- Amar en tiempos revueltos- ¿Quién mató a Hipólito Roldán? (2009) (TVE 1)
- Dos de Mayo: libertad de una nación (2008). (Telemadrid)
- El pantano (2003). (Antena 3)
- Academia de baile Gloria (2001). (TVE 1)
- Al salir de clase (1998-2000). (Telecinco)

### Teatro
- La importancia de llamarse Ernesto (2009), di Oscar Wilde.
- Olvida los tambores (2007), di Ana Diosdado.
- Ninette y un señor de Murcia (2002), prodotta da Telón Corto.
- El galán fantasma (2000; 2010) di Calderón de la Barca.
- La venganza de don Mendo (2012), di Pedro Muñoz Seca.